# 斯波義健
斯波 義健（しば よしたけ）は、室町時代中期の守護大名。斯波氏（武衛家）の第9代当主。越前・尾張・遠江守護。斯波義郷の子。

## 生涯
永享8年（1436年）、父が落馬して死去したため、2歳で家督を継いだ。初めは叔父の斯波持有、次いで分家の斯波持種と執事の甲斐常治の後見を受けていた。
嘉吉元年（1441年）閏9月、駿河守護今川範忠と遠江の所領を巡って争った。文安4年（1447年）、持種と甲斐常治の対立が発生して、持種に同情する家臣による常治の暗殺未遂事件が起き、8代将軍足利義成（後の義政）が仲裁に乗り出している。同年、吉良義尚の娘を妻とした。宝徳3年（1451年）、前尾張守護代織田郷広が将軍義成の乳母今参局を通して復職を図ったがこれを拒否した（後に郷広は自殺）。同年11月に元服し、従四位下治部大輔に叙任。
享徳元年（1452年）4月21日、義成より偏諱を賜い、6月22日に持種の子で、同年の斯波義敏を養子とする。しかし、9月1日に嗣子がないまま18歳で死去したため、斯波義将以来の斯波氏の嫡流は断絶した。
義健の死後、武衛家は渋川氏出身の斯波義廉と斯波義敏による後継者争い（武衛騒動）が勃発することになる。

## 偏諱を受けた人物
- 大宝寺健氏（出羽の大身）